# Bahnstrecke Jerxheim–Nienhagen
| Der Bahnhof Dedeleben war 55 Jahre lang Endpunkt der betriebenen Strecke. |                      |                                             |                                             |
| Streckennummer (DB): | 1943                 |                                             |                                             |
| Kursbuchstrecke (DB): | 319 (2001)           |                                             |                                             |
| Kursbuchstrecke: | 182k (1934)          |                                             |                                             |
| Streckenlänge: | 32,9 km              |                                             |                                             |
| Spurweite: | 1435 mm (Normalspur) |                                             |                                             |
| |                      |                                             |                                             |
| \| \| \| von Wolfenbüttel \| \| \| \| \| von Börßum \| \| \| \| 0,000 \| Jerxheim \| Jerxheim \| \| \| \| nach Helmstedt und nach Oschersleben (Bode) \| \| \| \| 1,860 \| Landesgrenze Niedersachsen – Sachsen-Anhalt \| Landesgrenze Niedersachsen – Sachsen-Anhalt \| \| \| 4,990 \| Dedeleben \| Dedeleben \| \| \| 7,600 \| Vogelsdorf \| Vogelsdorf \| \| \| 9,580 \| Badersleben \| Badersleben \| \| \| \| Anschluss Kaliwerk Wilhelmshall \| \| \| \| 13,000 \| Anderbeck \| Anderbeck \| \| \| 16,220 \| Dingelstedt (b Halberstadt) \| Dingelstedt (b Halberstadt) \| \| \| 20,010 \| Eilenstedt Anschluss an die Strube-Bahn \| Eilenstedt Anschluss an die Strube-Bahn \| \| \| 28,620 \| Schwanebeck \| Schwanebeck \| \| \| 29,668 \| Anst Schwanebeck Zementwerk \| Anst Schwanebeck Zementwerk \| \| \| \| von Magdeburg Hbf \| \| \| \| 32,870 \| Nienhagen (b Halberstadt) \| Nienhagen (b Halberstadt) \| \| \| \| nach Aschersleben \| \| \| \| \| nach Thale Hbf \| \| |                      |                                             |                                             |
| Strecke (außer Betrieb) |                      | von Wolfenbüttel                            | von Wolfenbüttel                            |
| Abzweig geradeaus und von rechts (Strecke außer Betrieb) |                      | von Börßum                                  | von Börßum                                  |
| Bahnhof (Strecke außer Betrieb) | 0,000                | Jerxheim                                    | Jerxheim                                    |
| Abzweig geradeaus und nach links (Strecke außer Betrieb) |                      | nach Helmstedt und nach Oschersleben (Bode) | nach Helmstedt und nach Oschersleben (Bode) |
| Grenze (Strecke außer Betrieb) | 1,860                | Landesgrenze Niedersachsen – Sachsen-Anhalt | Landesgrenze Niedersachsen – Sachsen-Anhalt |
| Bahnhof (Strecke außer Betrieb) | 4,990                | Dedeleben                                   | Dedeleben                                   |
| Haltepunkt / Haltestelle (Strecke außer Betrieb) | 7,600                | Vogelsdorf                                  | Vogelsdorf                                  |
| Bahnhof (Strecke außer Betrieb) | 9,580                | Badersleben                                 | Badersleben                                 |
| Abzweig geradeaus und von rechts (Strecke außer Betrieb) |                      | Anschluss Kaliwerk Wilhelmshall             | Anschluss Kaliwerk Wilhelmshall             |
| Bahnhof (Strecke außer Betrieb) | 13,000               | Anderbeck                                   | Anderbeck                                   |
| Bahnhof (Strecke außer Betrieb) | 16,220               | Dingelstedt (b Halberstadt)                 | Dingelstedt (b Halberstadt)                 |
| Bahnhof (Strecke außer Betrieb) | 20,010               | Eilenstedt Anschluss an die Strube-Bahn     | Eilenstedt Anschluss an die Strube-Bahn     |
| Bahnhof (Strecke außer Betrieb) | 28,620               | Schwanebeck                                 | Schwanebeck                                 |
| Abzweig geradeaus und von rechts (Strecke außer Betrieb) | 29,668               | Anst Schwanebeck Zementwerk                 | Anst Schwanebeck Zementwerk                 |
| Abzweig ehemals geradeaus und von links |                      | von Magdeburg Hbf                           | von Magdeburg Hbf                           |
| Haltepunkt / Haltestelle | 32,870               | Nienhagen (b Halberstadt)                   | Nienhagen (b Halberstadt)                   |
| Abzweig geradeaus und ehemals nach links |                      | nach Aschersleben                           | nach Aschersleben                           |
| Strecke |                      | nach Thale Hbf                              | nach Thale Hbf                              |

Die Bahnstrecke Jerxheim–Nienhagen war eine Nebenbahn im (heutigen) südöstlichen Niedersachsen und im westlichen Sachsen-Anhalt. Sie wurde landläufig auch Huy-Bahn genannt. Der Huy ist ein Höhenzug nahe der Strecke.

## Streckenbeschreibung
Die Strecke querte etwa einen Kilometer hinter dem Bahnhof Jerxheim die Grenze zwischen den heutigen Bundesländern Niedersachsen und Sachsen-Anhalt und damit die ehemalige innerdeutsche Grenze. Nach fünf Kilometern wurde in südlicher Richtung der langjährige Endbahnhof Dedeleben erreicht. Dort sorgte lange eine Zuckerfabrik für Güterverkehr. In Badersleben knickte die Strecke dann im rechten Winkel nach Osten ab und verlief auf rund 15 Kilometer Länge parallel zum Huy. Von Anderbeck führte bis 1974 eine Stichstrecke in südlicher Richtung zum Huy. Vor und hinter Schwanebeck wies die Strecke erneut 90-Grad-Kurven auf. In Nienhagen wurde dann die Hauptstrecke Magdeburg–Halberstadt sowie die Bahnstrecke Aschersleben–Nienhagen erreicht.

## Geschichte

### Bau und Planung
Hauptgrund für den Bau war die geplante Abfuhr von Salzen, die die Gewerkschaft Wilhelmshall förderte, das Zementwerk in Schwanebeck und die umliegenden Zuckerfabriken. Vorangegangen war 1868 das Ende des staatlichen Salzmonopols in Preußen, das einen beträchtlichen Aufschwung in dieser Branche bewirkte. Der kurvenreiche Trassenverlauf spiegelte dies wider, da möglichst viele Orte angeschlossen werden sollten. Die Bahnstrecke wurde am 15. August 1890 in Betrieb genommen.

### Die Zeit bis 1945

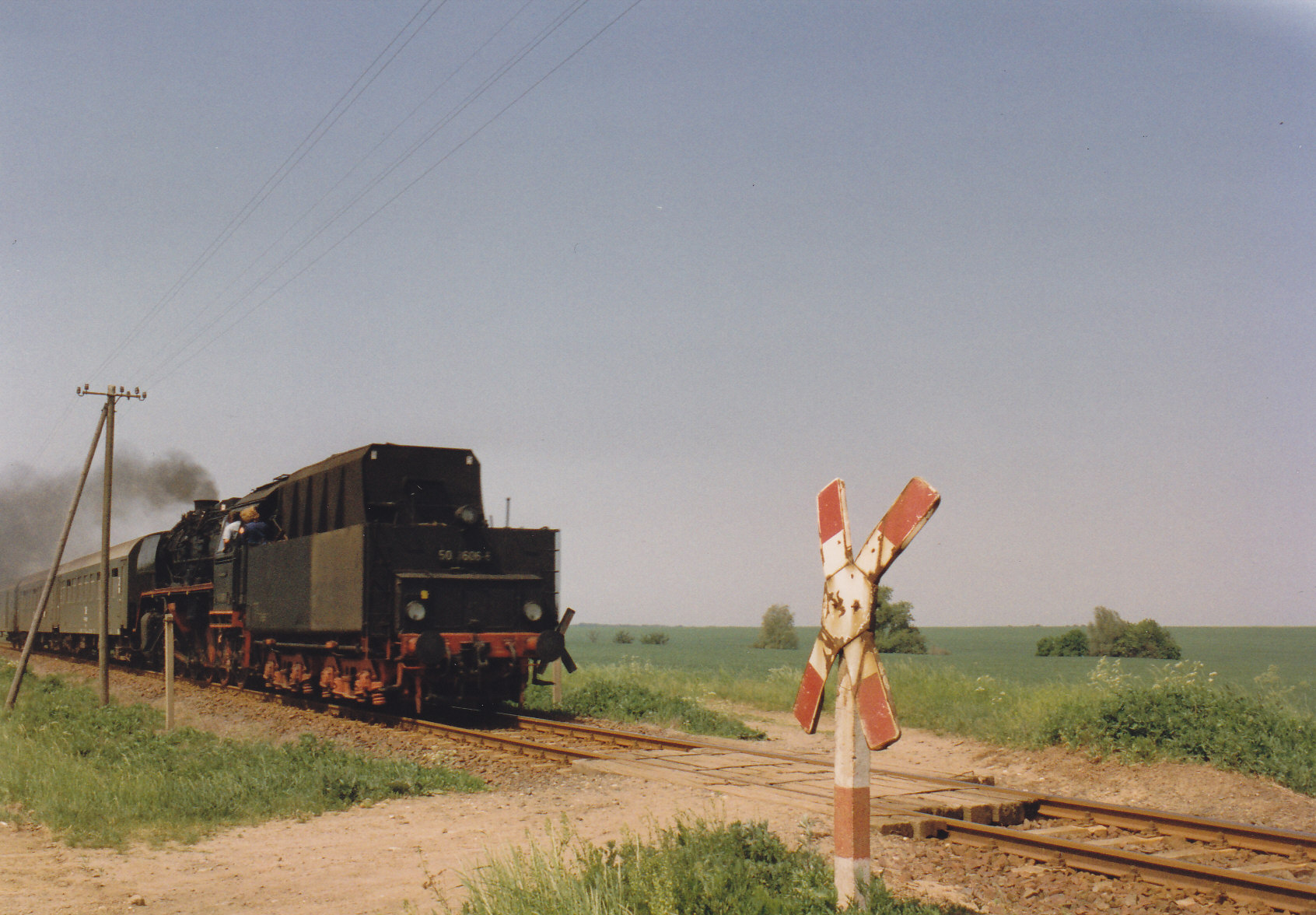
50 3606-6 mit Personenzug von Dedeleben nach Halberstadt

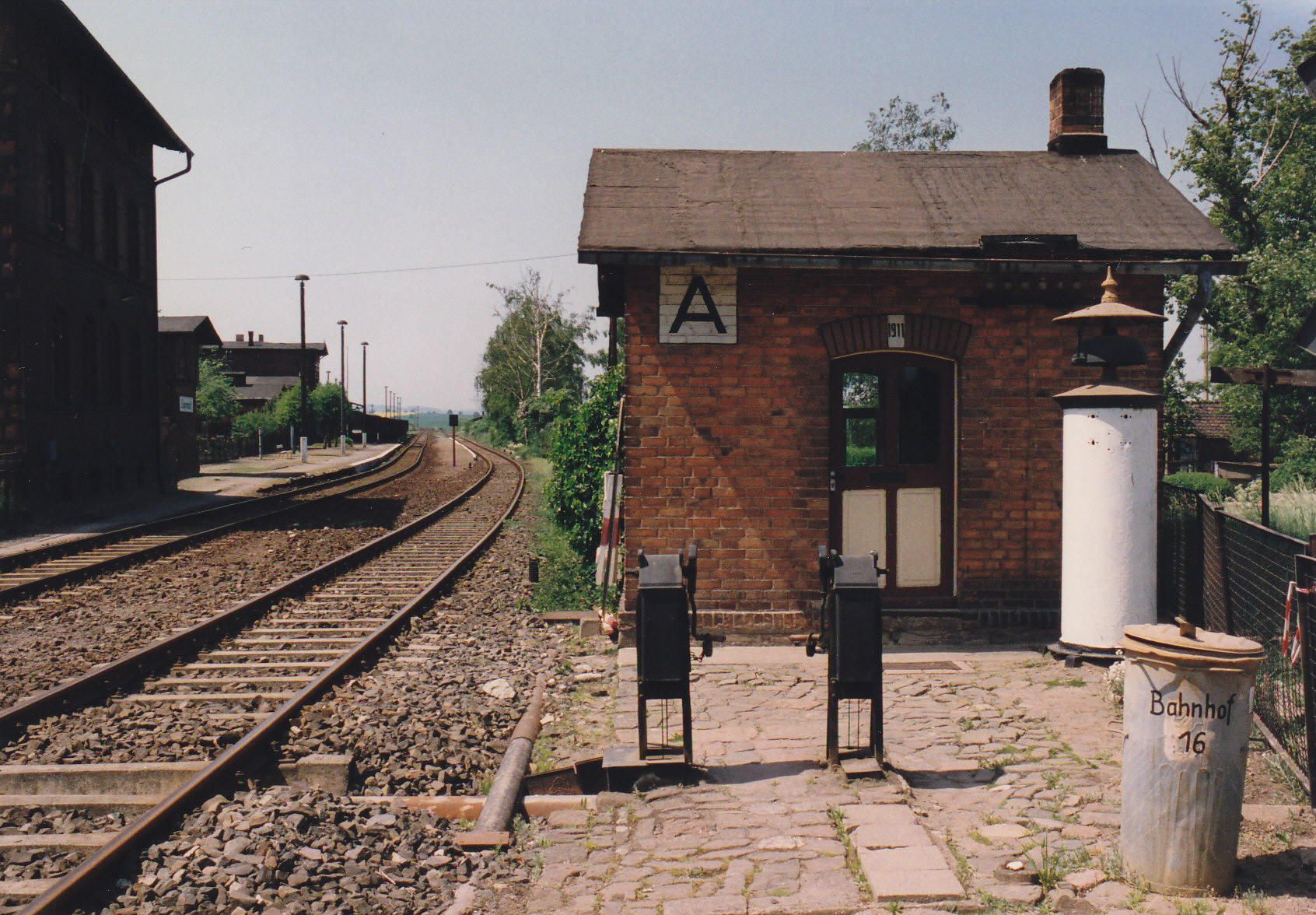
Schrankenposten an der Strecke

1891 wurde die Anschlussbahn von Anderbeck zum Kalibergwerk an der Nordseite des Huy eröffnet. 1907 wurde das Zementwerk bei Schwanebeck durch eine Stichstrecke mit 750 mm Spurweite an die Bahnstrecke Jerxheim–Nienhagen angeschlossen. Vom Zementwerk führte eine Feldbahn mit 600 Millimetern Spurweite zu einem Steinbruch, über den das Werk mit Kalk versorgt wurde.
1914 gab es Überlegungen, eine Strecke Oschersleben (Bode)–Dedeleben–Heudeber-Danstedt mit einer Stichstrecke Dedeleben–Schlanstedt zu errichten. Hauptinitiator war die Schlanstedter Saatzucht des Unternehmers Strube. Der Kriegsbeginn verhinderte dieses Vorhaben, und es wurde schließlich eine 600-mm-Feldbahn, die Strube-Bahn, vom Bahnhof Eilenstedt nach Schlanstedt gebaut.
Der Personenverkehr auf der Strecke Jerxheim–Nienhagen spielte schon zu Anfang eine untergeordnete Rolle. Die meisten Passagiere waren Pendler zu den Industriebetrieben an der Strecke. Schon 1926 wurde die Salzförderung aufgegeben. Die eigens gebaute Anschlussbahn von Anderbeck nach Wilhelmshall blieb jedoch erhalten und wurde 1934 von der Wehrmacht reaktiviert. In den Schächten des Bergwerks wurde die Heeresmunitionsanstalt Dingelstedt b. Halberstadt, kurz „Muna“, eingerichtet. 1944 waren hier rund 600 Angestellte und Zwangsarbeiter mit der Produktion von Munition beschäftigt, die über die Anschlussstrecke abgefahren wurde. Im Kursbuch 1944 sind fünf Personenzugpaare am Tag verzeichnet, die Züge fuhren bis Halberstadt. Am 21. September 1944 kam es zu zwei Explosionen mit 59 Toten, von denen eine durch Munition in einem Güterwagen ausgelöst wurde. 1945 kam die Produktion aufgrund des Endes des Zweiten Weltkriegs zum Erliegen.
Der Betrieb auf dem Abschnitt von Jerxheim–Dedeleben wurde infolge der Errichtung der innerdeutschen Grenze unterbrochen, die Strecke abgebaut. Fortan fand nur noch auf dem Abschnitt Dedeleben–Nienhagen Bahnverkehr statt.

### Die Zeit nach 1945

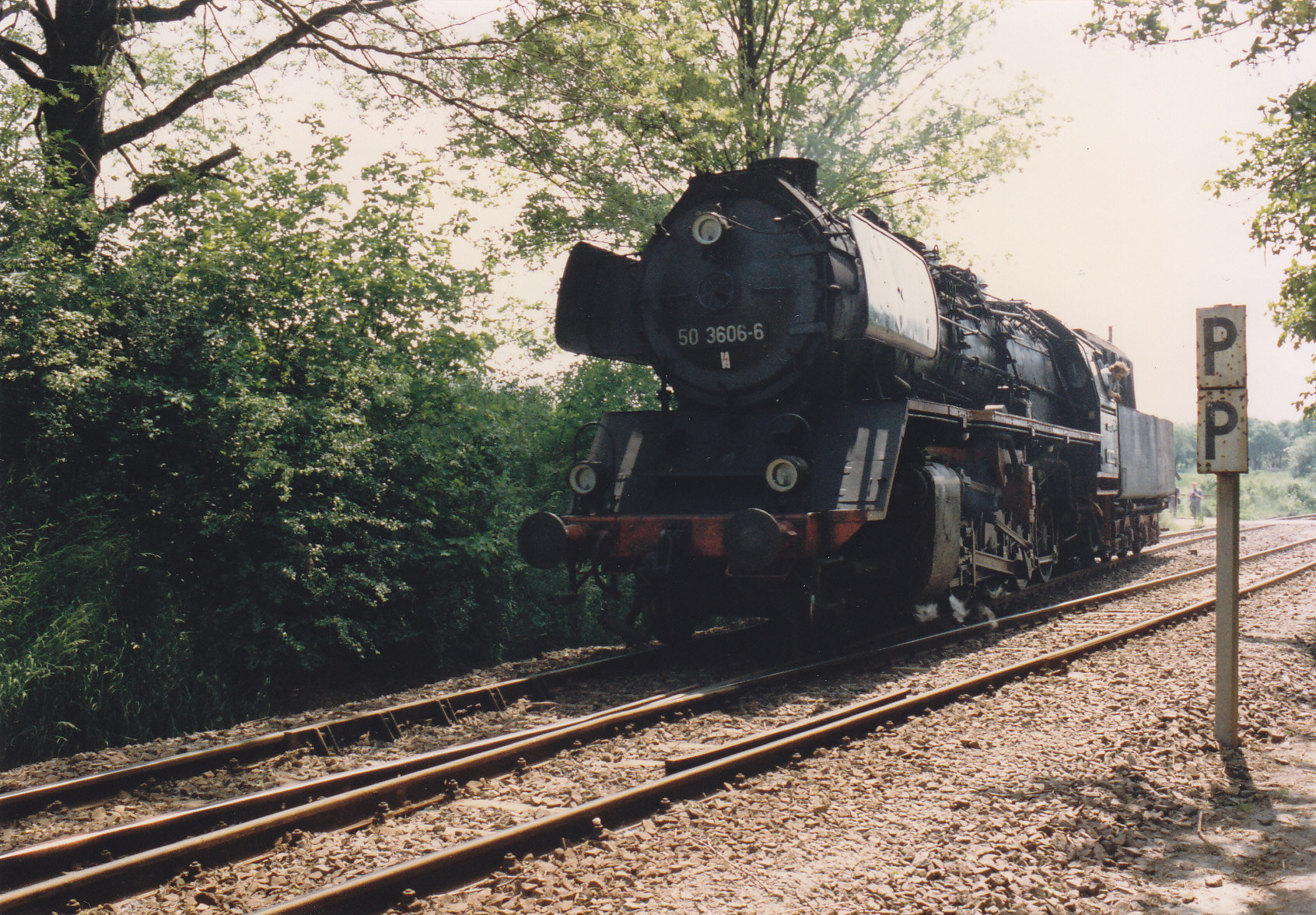
50 3606-6 rangiert im Mai 1992 in Dedeleben

Die Anschlussstrecke zur ehemaligen Munitionsanstalt wurde weiterhin zum Güterumschlag angrenzender Unternehmen benutzt. Nachdem feststand, dass eine Wiederinbetriebnahme des Kalibergwerks unrentabel war, wurde diese Strecke 1974 abgebaut.
Bereits 1969 war die Feldbahn nach Schlanstedt stillgelegt worden. Noch heute existiert dort ein Feldbahnmuseumsbetrieb.
Das Schwanebecker Zementwerk blieb länger an das Streckennetz angeschlossen. 1951 wurde eine neue, normalspurige Anschlussbahn zwischen Bahnhof und Zementwerk in Betrieb genommen. Ebenso wurde ein neues 900-Millimeter-Gleis zum Steinbruch verlegt, so dass dort teilweise ein Dreischienengleis entstand.

### Erste Stilllegungsbestrebungen
Schon Anfang der 1970er Jahre gab es erste Stilllegungsbestrebungen für die Strecke Dedeleben–Nienhagen, da der Oberbau in einem schlechten Zustand war. Es erfolgte jedoch noch einmal eine Totalsanierung, vor allem im Sommer 1974. Die hierbei verbauten Betonschwellen wiesen jedoch nach einigen Jahren starke Alkali-Schäden auf. Nur mit großer Mühe konnte die Strecke in einem befahrbaren Zustand gehalten werden. Im Winterhalbjahr 1975/76 befuhren täglich sieben Personenzugpaare die Strecke. Alle Züge waren von und nach Halberstadt durchgebunden. 1989 waren es werktags acht Zugpaare, sonntags fünf.

### Das Ende

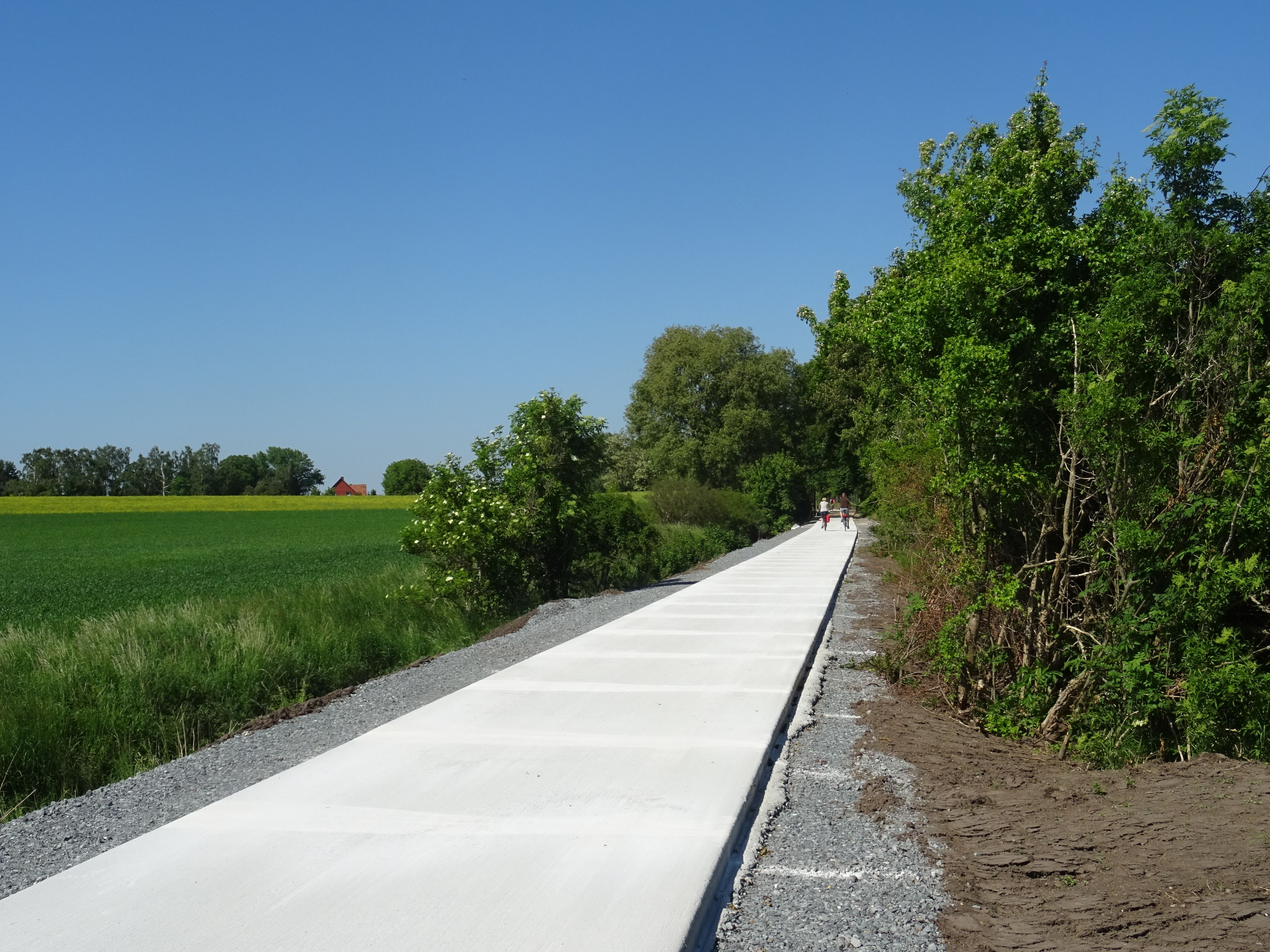
Radweg auf der Bahntrasse bei Vogelsdorf

Durch die Wende brach der Güterverkehr und damit die Existenzgrundlage dieser Verbindung weitgehend zusammen. Der Personenverkehr erlitt ähnliche Einbußen. Daher erfolgten schon 1990 erste Rationalisierungen. 1992 stellte einer der Hauptgüterkunden, das Zementwerk Schwanebeck, die Produktion ein. Auch die bis dahin verkehrenden Getreidezüge aus Badersleben wurden eingestellt. Infolgedessen wurde der Güterverkehr zwischen Schwanebeck und Dedeleben am 22. Mai 1993 eingestellt, auf der Strecke Nienhagen–Schwanebeck am 1. Juni 1997. Der Personenverkehr wurde in den letzten Jahren des Bestehens mit Schienenbussen der Baureihen 771 und 772 durchgeführt. Hinzu kamen weitere Oberbaumängel. Zuletzt fuhren werktags zwischen Nienhagen und Dedeleben fünf Zugpaare, ein weiteres zwischen Nienhagen und Dingelstedt. Lediglich eines war bis Halberstadt durchgebunden, ansonsten musste in Nienhagen umgestiegen werden. Samstags, sonntags und an Feiertagen fuhren fünf Züge von Dedeleben nach Nienhagen, in Richtung Dedeleben waren es vier Züge. Zwei Zugpaare waren bis Halberstadt durchgebunden, ansonsten musste auch hier in Nienhagen umgestiegen werden. Der Fahrplan war frei von Kreuzungen. Zum 1. April 2000 sperrte die DB Netz AG die Strecke, da einige Brücken und Durchlässe nun nicht mehr verkehrssicher waren. Am 1. August 2001 erfolgte die Stilllegung durch das Eisenbahn-Bundesamt.

### Diskussion eines Lückenschlusses
Ein Wiederaufbau der Strecke von Jerxheim zum fünf Kilometer entfernten Dedeleben war nach der Wende zwar von vielen Seiten gefordert worden. Jedoch blieb es bei Absichtserklärungen, zumal mit dem Lückenschluss eine Sanierung der gesamten Strecke hätte einhergehen müssen. Die Strecke Jerxheim–Nienhagen sollte für eine direkte Verbindung Braunschweig–Halberstadt genutzt werden, doch ist diese Relation auch als Umsteigeverbindung über Vienenburg möglich.
Wie nahe ein Lückenschluss war, zeigt eine von Mitgliedern von Bündnis 90/Die Grünen 1996 im Bahnhof Jerxheim organisierte „Lückenschlussparty“.
Seit 2007 ist auch der Bahnhof Jerxheim ohne Verkehr, da die Personenzüge auf dem Abschnitt Schöppenstedt–Jerxheim–Helmstedt abbestellt wurden.

### Heutige Situation
Die Gleise der Strecke sind seit 2014 abgebaut. Auf dem Streckenabschnitt zwischen Vogelsdorf (mit Anschluss von Dedeleben) und Eilenstedt entsteht seit 2017 ein Radweg.
Die Bahnhofsgebäude in Dedeleben, Badersleben, Dingelstedt und Eilenstedt stehen unter Denkmalschutz.